# Forum Opéra
Forum Opéra – auch bekannt als Association des amis de l'opéra de Lausanne (AAOL) – ist ein Schweizer Opernverein, der Oper und Belcanto in der Westschweiz fördert.

## Historie

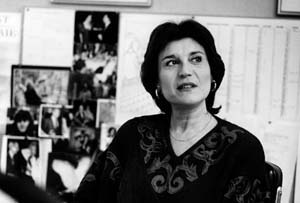
Renée Auphan (1988)

Forum Opéra basiert auf schweizerischem Recht gemäss Artikel 60 ff. des Schweizerischen Zivilgesetzbuches (ZGB) vom 10. Dezember 1907.
Die ersten Schritte wurden am 17. August 1987 unternommen. Die internen Abläufe werden von seinem Gründer, dem Schweizer Rechtsanwalt Georges Raymond, geregelt. Unterstützt wird der Verein von der französisch-schweizerischen Mezzosopranistin Renée Auphan und dem Schweizer Tenor Éric Tappy.
Zu den weiteren Zielen gehört die Unterstützung und Förderung der Oper in der Romandie und vor allem in Lausanne.

## Hinweis
1. ↑  Renée Auphan war ehemalige Direktorin des Théâtre municipal de Lausanne, bevor sie die Leitung des Grand Théâtre de Genève übernahm.